# Binge Eating
Binge Eating oder Binge-Eating-Störung (englisch Binge Eating Disorder, abgekürzt BED, vom englischen binge „Gelage“) ist eine Essstörung, bei der es zu periodischen Heißhungeranfällen (Essanfälle, umgangssprachlich auch „Fressattacken“ oder „Fressanfälle“) mit Verlust der bewussten Kontrolle über das Essverhalten kommt. Im Gegensatz zur Bulimie werden anschließend keine Gegenmaßnahmen unternommen, so dass längerfristig meist Übergewicht oder sogar Adipositas die Folge ist.

## Diagnose

### Aktuelle Kriterien nach DSM-5
Die aktuellen Kriterien sind im DSM-5 formuliert. Die Symptome der Binge-Eating-Störung umfassen demnach:
- mindestens einen Essanfall pro Woche über einen Zeitraum von mindestens drei Monaten
- Leiden infolge des Binge Eatings
- keine Kompensation
- während des Essanfalls: Kontrollverlust und Verzehr einer großen Nahrungsmenge

Zusätzlich müssen mindestens drei der folgenden Symptome auftreten:
- hastiges Essen („Schlingen“).
- Essen bis zu starkem Völlegefühl.
- Essen großer Nahrungsmengen ohne körperlichen Hunger
- Alleinessen (aus Scham)
- nach dem Essanfall: Ekel über sich selbst, Schuldgefühle und/oder Depression.

### Mögliche Zusatzsymptome
Bei unkontrollierten Essattacken werden meistens fettreiche und süße Lebensmittel gegessen, die einen hohen physiologischen Brennwert aufweisen.
Wie Bulimiker verschweigen Binge Eater in der Regel ihr gestörtes Essverhalten, dies auch gegenüber Freunden oder Familienangehörigen. Befragungen von Betroffenen legen den Schluss nahe, dass die Essanfälle ausschließlich psychisch bedingt sind und überwiegend durch negative Gefühle, Stress oder Langeweile ausgelöst werden. Psychologen gehen davon aus, dass unangenehme Empfindungen während des Essvorgangs unterdrückt werden. Demnach handelte es sich beim Binge Eating um eine Form von Vermeidungsverhalten. Wie auch bei anderen Essstörungen gibt es zur Entstehung und Funktion dieses Essverhaltens unterschiedliche Theorien. In der Ernährungspsychologie gibt es die Erklärung, dass so genanntes „gezügeltes Essverhalten“ ein Risikofaktor für das Entstehen von Essstörungen ist, vor allem für Bulimie und Binge Eating.

### Historie der Diagnosekriterien und Anerkennung als Krankheitsbild
Das Störungsbild wurde bereits 1959 von Albert Stunkard erstmals beschrieben.
1994 wurden für das DSM-IV erstmals Forschungskriterien für die BES formuliert, mit Veröffentlichung des DSM-5 kam die BES als neue eigenständige Diagnose hinzu. In der ICD-10 wurde die BES unter „Nicht näher bezeichnete Essstörung“ (F50.9) oder unter „Essattacken bei sonstigen psychischen Störungen“ (F50.4) klassifiziert. Die Definition dieser Essstörung war längere Zeit umstritten, die Kriterien werden von Ernährungswissenschaftlern und Medizinern jedoch zunehmend akzeptiert; die Behandlungsbedürftigkeit dieser Störung wird auch in Europa mittlerweile überwiegend anerkannt. Die Behandlungskonzepte entsprechen in der Regel denen der Bulimie.

### ICD-11
Mit dem Inkrafttreten der ICD-11 im Jahr 2022 wurde die „Binge-Eating-Störung“ (Binge eating disorder) als eigenständige psychische Störung unter „Fütter- oder Essstörungen“ aufgenommen. Um die Störung zu diagnostizieren, müssen mindestens folgende Kriterien auftreten:
- „Häufige, wiederkehrende Essanfälle (z. B. einmal pro Woche oder öfter über einen Zeitraum von drei Monaten). Binge Eating ist definiert als ein diskreter Zeitraum (z. B. 2 Stunden), in dem der Betroffene die Kontrolle über sein Essverhalten verliert und deutlich mehr oder anders isst als sonst. Der Kontrollverlust über das Essen kann von den Betroffenen so beschrieben werden, dass sie das Gefühl haben, nicht aufhören zu können oder die Menge oder die Art der verzehrten Lebensmittel nicht einschränken zu können;, dass sie Schwierigkeiten haben, mit dem Essen aufzuhören, wenn sie einmal angefangen haben; oder dass sie sogar den Versuch aufgeben, ihr Essen zu kontrollieren, weil sie wissen, dass sie am Ende zu viel essen werden.
- Die Essanfälle werden nicht regelmäßig von unangemessenen kompensatorischen Verhaltensweisen begleitet, die eine Gewichtszunahme verhindern sollen.
- Die Symptome und Verhaltensweisen lassen sich nicht besser durch eine andere medizinische Erkrankung (z. B. Prader-Willi-Syndrom) oder eine psychische Störung (z. B. eine depressive Störung) erklären und sind nicht auf die Auswirkungen einer Substanz oder eines Medikaments auf das zentrale Nervensystem, einschließlich Entzugserscheinungen, zurückzuführen.
- Es besteht ein ausgeprägter Leidensdruck aufgrund des Essverhaltens oder eine erhebliche Beeinträchtigung in persönlichen, familiären, sozialen, schulischen, beruflichen oder anderen wichtigen Funktionsbereichen.“

## Differentialdiagnose
Im Gegensatz zu Bulimikern oder Magersüchtigen ergreifen Binge Eater nach dem Essen keine Kompensationsmaßnahmen wie Erbrechen, exzessives sportliches Training oder Substanzmissbrauch.
Damit die Essstörung diagnostiziert werden kann, muss eine körperliche Ursache ausgeschlossen werden und die Symptome dürfen nicht vollständig durch eine andere Essstörung oder eine andere psychische Störung erklärt werden.

## Epidemiologie
Die Binge-Eating-Störung betrifft etwa 2 % der Bevölkerung. Damit gilt sie als die häufigste Essstörung. Unter den Betroffenen befinden sich mehr Frauen als Männer und die Häufigkeit der Essstörung nimmt mit steigendem Alter zu. Ein großer Teil der Binge Eater ist übergewichtig – allerdings leidet umgekehrt nur etwa ein Drittel der Adipositas-Patienten in Programmen, die dem Abnehmen dienen, an Heißhungerattacken.

## Körperliche Folgen
Zu den möglichen körperlichen Folgen von Binge Eating gehören Übergewicht, das metabolische Syndrom und andere Stoffwechselstörungen.

## Therapie
In der Therapie wird eine Normalisierung des Essverhaltens angestrebt, wobei auch die auslösenden psychischen Probleme behandelt werden. Die Psychotherapie der Binge-Eating-Störung basiert weitestgehend auf Konzepten, die ursprünglich zur Behandlung von Bulimie entwickelt wurden. Eine Behandlung mit entspannungs- und achtsamkeitsbasierten Verfahren wie MBSR kann ebenfalls zu einer Besserung führen.
Um die Frequenz der Essanfälle zu reduzieren, kann eine Therapie mit Antidepressiva wie Serotonin-Wiederaufnahmehemmern (SSRI) erfolgen. Die kurzfristige Wirksamkeit von Antidepressiva bei Binge Eating ist mit Studien ausreichend belegt. Eine mögliche langfristige Wirkung ist jedoch noch nicht ausreichend erforscht.
Laut einem Bericht im JAMA Psychiatry hat das Amphetaminderivat Lisdexamfetamin in einer randomisierten Studie bei erwachsenen Patienten mit Binge-Eating-Störung die Zahl der Essattacken gesenkt. Die Arznei ist seit 2013 als Reservemittel zur Behandlung von ADHS in Deutschland zugelassen.